# Richard Schwartz (Ingenieur)
Richard Schwartz ist ein US-amerikanischer Raumfahrtingenieur und einer der Entwickler der Technologie hinter GPS.
Schwartz erwarb einen Abschluss als Ingenieur vom Cooper Union College (später erwarb er außerdem einen Betriebswirtschaftsabschluss der Pepperdine University). Ab 1957 war er bei Rockwell International im Raumfahrtprogramm. Als Programm-Manager leitete er dort die ersten Flüge der GPS-Satelliten (Chefingenieur dafür war Hugo Fruehauf, Satellitenentwicklung mit der deutschen Elektronikfirma Efratom) und war führend an den Space Shuttle Flügen beteiligt auf Seiten von Rockwell. Mit Fruehauf entwickelte er die ersten Atomuhren (auf Rubidium-Dampf Basis) für GPS-Satelliten. Ein Problem war die Abhärtung der Elektronik gegen Weltraumstrahlung.
1983 wurde er Präsident der Rockdyne Division von Rockwell und war ab 1990 Präsident von Hercules Aerospace und Executive Vice President der Hercules Corporation (zum Beispiel Pegasus-Rakete, später zu Alliant Techsystems, heute Orbital ATK)). 1995 bis 2000 war er Chief Executive Officer und dann Chairman von ATK (militärische Raketen u. a.). Seit 2004 war er auch einer der Direktoren von Frequency Electronics in Mitchel Field, New York.
Für 2019 erhielt er mit Bradford W. Parkinson, James Spilker und Hugo Fruehauf für die GPS-Entwicklung den Queen Elizabeth Prize for Engineering.
Er war im Verwaltungsrat der Astronautics Corporation of America und ist Trustee und Vorstand des Finanzkomitees seines alten Colleges Cooper Union.